# Paulusaari
Paulusaari is een eiland in de Zweedse Kalixälven. Het heeft geen oeververbinding. Het eiland heeft een grillige vorm en heeft in het midden een baai, die het eiland bijna door midden snijdt.